# بورگسویر
بورگسویر (به هلندی: Borgsweer) یک منطقهٔ مسکونی در هلند است که در دلف‌زیل واقع شده‌است. بورگسویر ۱۳۰ نفر جمعیت دارد.